# Altern
Altern.org est un hébergeur web gratuit créé en 1992 par Valentin Lacambre et disparu en 2000.

## Des origines à la fermeture
Pionnier en France de l’Internet Libre, Valentin Lacambre dut fermer définitivement le service d’hébergement gratuit au début du mois de juillet 2000 à la suite de nombreux procès. Cette fermeture était due aux lois de l'époque, donnant aux hébergeurs l’obligation délicate d’être juge, censeur et à défaut coupable, car il estimait difficile et contraire à ses principes de contrôler a priori les 21 893 sites qui existaient sur Altern.org lors de la fermeture.
Parmi les procès, on compte la fameuse Affaire Estelle Hallyday qui fit jurisprudence et couler beaucoup d’encre.  Des photos dénudées d’Estelle Hallyday, extraites d’un magazine people et mises en ligne sur le site d’un membre d’Altern.org, avaient suscité la colère du mannequin, qui avait alors décidé d’attaquer Altern en justice.
Valentin Lacambre définissait Altern comme ceci : « AlternB est le seul service qui réponde à la fois à ces deux conditions : gratuit sans contrepartie et ouvert à tous, qui sont pour ceux qui l’ont choisi la garantie d’une totale indépendance, idéologique et commerciale, donc d’une totale liberté d’expression. »
Dans l’esprit des pionniers de l’internet du début des années 1990, Internet se devait d’être libre et gratuit. Quelques pédagogues et éducateurs sont conscients alors de la montée en puissance des nouvelles technologies de l’information et de la communication en lien avec l’éducation (cf. TICE). Altern apportant ainsi une mise en lien, de fait, au monde de l’éducation… un an avant la mise en réseau national décidé par le gouvernement.
En réaction à la loi relative au renseignement, Altern.org annonce déménager en Norvège en mai 2015.

## Dans la lignée…
À la suite de la fermeture d’Altern s’organisa une résistance pour faire vivre l’esprit Altern. Plusieurs serveurs hébergeant auparavant les sites Altern furent prêtés à des initiatives de reprise du projet, comme l’Autre Net, Ouvaton ou l'Apinc.
Techniquement, la suite du projet se retrouve dans le développement bénévole d’AlternC, plate-forme d’hébergement libre qui a pour vocation de multiplier les hébergeurs « alternatifs ».